# NEOS Wien
NEOS Wien ist die Wiener Landesorganisation der österreichischen liberalen Partei NEOS – Das Neue Österreich und Liberales Forum. Die NEOS Wien sind seit der Wien-Wahl 2015 im Wiener Gemeinderat und Landtag vertreten und seit 2020 Teil der Wiener Landesregierung.

## Geschichte der Wiener NEOS
Nach ihrer Parteigründung im Jahr 2012 und dem Einzug in den österreichischen Nationalrat im Jahr 2013 zogen die Wiener NEOS 2015 bei der Wien-Wahl in den Wiener Gemeinderat und Landtag ein. Spitzenkandidatin war Beate Meinl-Reisinger.
Im Jahr 2018, nach dem Rücktritt von Matthias Strolz als Parteichef der NEOS, rückte Beate Meinl-Reisinger als Vorsitzende nach. In der Wiener Landespartei wurde Christoph Wiederkehr zum neuen Parteichef gewählt. Nach der Wien-Wahl 2020, bei der NEOS Wien 7,47 % der Stimmen erhielt, bildeten die NEOS zusammen mit der SPÖ Wien die Landesregierung Ludwig I, in der Wiederkehr als Vizebürgermeister für die Themen Bildung, Integration, Transparenz, LGBTIQ und Bäder zuständig war.
Im März 2025 wurde Christoph Wiederkehr als Teil der Bundesregierung Stocker zum Bildungsminister der Republik Österreich. Als Vizebürgermeisterin folgte ihm Bettina Emmerling nach, die bisher Klubobfrau der Wiener NEOS war. Neue Klubchefin wurde Selma Arapović.
Bei der Wien-Wahl 2025 am 27. April 2025 erreichten NEOS Wien 10 % der Stimmen. Nach Sondierungsgesprächen nahmen die NEOS Wien Koalitionsverhandlungen mit der SPÖ Wien auf. Das Verhandlungsteam bestand aus Christoph Wiederkehr, Bettina Emmerling, Selma Arapović, Markus Ornig, Stefan Gara, Jacqueline Löschel und Philipp Kern. Am 3. Juni 2025 wurde die Landesregierung Ludwig II gebildet, Emmerling ist weiter Vizebürgermeisterin. Zuständig sind NEOS weiterhin für Bildung, Integration, Transparenz und LGBTIQ, statt den Bädern verantworten sie aktuell die Wiener Märkte.

## Positionen
Einen Schwerpunkt setzen die NEOS Wien auf das Thema Bildung. Sie wollen das Unterstützungspersonal an Kindergärten und Schulen ausbauen und einen starken Fokus auf die deutsche Sprache legen, da im Bildungssystem der Stadt Wien auch viele Kinder mit Migrationshintergrund sind. Im Wien-Wahlkampf 2025 brüsteten sie sich damit, ein „Rekordbudget für Bildung“ erreicht zu haben.
Ein weiteres wichtiges Thema der NEOS ist die Transparenz. Laut Eigenaussage kämpfen die NEOS für transparente Parteifinanzen und gegen den unrechtmäßigen Umgang mit Steuergeld. In der Stadtregierung Ludwig I gibt es den Regierungsmonitor in Wien, durch den die Wiener Bevölkerung nachvollziehen kann, ob im Regierungsprogramm verankerte Projekte der Stadt Wien umgesetzt werden.
Im Wien-Wahlkampf 2025 setzten die NEOS auch einen Schwerpunkt auf Sicherheit und eine Reform der Wiener Mindestsicherung. Außerdem setzen die Liberalen auf sozialpädagogische Wohngemeinschaften für Straftäter unter 14 Jahren (Strafunmündige).